# Papići
Papići falu Horvátországban, a Sziszek-Monoszló megyében, közigazgatásilag Sunja községhez tartozik.

## Fekvése
Sziszek városától légvonalban 28, közúton 34 km-re délkeletre, községközpontjától 10 km-re délre, a Sunja-mező északnyugati szélén, a Sunjáról Hrvatska Dubicára menő főút és a Zágráb – Novszka vasútvonal mentén fekszik. A falunak vasútállomása van.

## Története
Papići a török kiűzése után a 17. század végétől pravoszláv boszniai szerbekkel betelepített falvak közé tartozik. A falu 1773-ban az első katonai felmérés térképén „Dorf Papichi” néven szerepel. Lipszky János 1808-ban Budán kiadott repertóriumában ugyancsak „Papichi” a neve.  Nagy Lajos 1829-ben kiadott művében ugyancsak „Papichi” néven 44 házzal és 225 lakossal szerepel. 1857-ben 110, 1910-ben 255 lakosa volt. Zágráb vármegye Kostajnicai járásához tartozott. A délszláv háború előtt lakosságának 91%-a szerb nemzetiségű volt. 1991. június 25-én a független Horvátország része lett. A délszláv háború idején lakossága a szerb erőkhöz csatlakozott. A Krajinai Szerb Köztársasághoz tartozott. A falut 1995. augusztus 5-én a Vihar hadművelettel foglalta vissza a horvát hadsereg. A szerb lakosság többsége elmenekült. A településnek 2011-ben 56 lakosa volt.

## Népesség
| Lakosság változása | Lakosság változása | Lakosság változása | Lakosság változása | Lakosság változása | Lakosság változása | Lakosság változása | Lakosság változása | Lakosság változása | Lakosság változása | Lakosság változása | Lakosság változása | Lakosság változása | Lakosság változása | Lakosság változása | Lakosság változása |
| ------------------ | ------------------ | ------------------ | ------------------ | ------------------ | ------------------ | ------------------ | ------------------ | ------------------ | ------------------ | ------------------ | ------------------ | ------------------ | ------------------ | ------------------ | ------------------ |
| 1857               | 1869               | 1880               | 1890               | 1900               | 1910               | 1921               | 1931               | 1948               | 1953               | 1961               | 1971               | 1981               | 1991               | 2001               | 2011               |
| 110                | 155                | 170                | 199                | 269                | 255                | 234                | 217                | 184                | 216                | 203                | 183                | 170                | 173                | 117                | 56                 |